# Бережко Юрій Вікторович
Юрій Вікторович Бережко  (рос. Юрий Викторович Бережко, 27 січня 1984) — російський волейболіст українського походження, олімпійський медаліст.

## Виступи на Олімпіадах
| Олімпіада   | Дисципліна | Місце |
| ----------- | ---------- | ----- |
| Пекін 2008  | волейбол   | 3     |
| Лондон 2012 | волейбол   | 1     |